# Општина Тиреам (Сату Маре)
Тиреам (рум. Tiream) општина је у Румунији у округу Сату Маре.
Oпштина се налази на надморској висини од 117 m.